# Пам'ятки монументального мистецтва Пустомитівського району
У Пустомитівському районі Львівської області нараховується 15 пам'яток монументального мистецтва.
| #  | назва | адреса                                 | Номер      | дата рішення                    |
| -- | --- | -------------------------------------- | ---------- | ------------------------------- |
| 1  | Пам'ятник Франку І. Я., українському письменнику і вченому (ск. Я. Чайка, 1969, мармурова крихта, бетон) | с. Верхня Білка, біля Будинку культури | 684        | Рішення № 183, 05.05.1972       |
| 2  | Пам'ятник Шевченку Т. Г., українському поету і художнику (29.08.1993, камінь, кераміка) | с. Гаї, біля церкви                    | -          | Рішення № *-, -                 |
| 3  | Пам'ятник Шевченку Т. Г., українському поету і художнику (21.06.1914, камінь) | с. Горбачі, біля магазину              | 685        | Рішення № 183, 05.05.1972       |
| 4  | Пам'ятник Франку І. Я., українському письменнику і вченому (ск. Я. Чайка, 1970, мармурова крихта, бетон) | с. Гринів, парк                        | 686        | Рішення № 183, 05.05.1972       |
| 5  | Пам'ятник Хмельницькому Б. М., гетьману України (1954, з/бетон) | с. Зубра, біля школи                   | 1652       | Рішення № 183, 05.05.1972       |
| 6  | Пам'ятник Шевченку Т. Г., українському поету і художнику (ск. Б. Романець, арх. І. Тимчишин, 1989, бронза) | с. Давидів                             | 1653       | Рішення № 249, 21.05.1991       |
| 7  | Пам'ятник Шевченку Т. Г., українському поету і художнику (ск. В. Одрехівський, 1987, мармурова крихта) | с. Звенигород, парк                    | 687        | Рішення № 183, 05.05.1972       |
| 8  | Пам'ятник Шевченку Т. Г., українському поету і художнику (1911, бронза, камінь) | с. Лисиничі, біля будинку «Просвіти»   | 688        | Рішення № 183, 05.05.1972       |
| 9  | Пам'ятник Шевченку Т. Г., українському поету і художнику (ск. Л. Яремчук, М. Посікіра, В. Римар, арх. М. Федик, 1993, бронза, мармурова крихта)                                                                             | с. Оброшине, біля Народного Дому       | 1654       | Розпорядження № 528, 19.07.1995 |
| 10 | Пам'ятник Шевченку Т. Г., українському поету і художнику (ск. П.Дзиндра, 1992, пісковик) | с. Попеляни                            | 1655       | Розпорядження № 528, 19.07.1995 |
| 11 | Пам'ятник Шевченку Т. Г., українському поету і художнику (ск. М. Амбіцький, Б. Фреїв, О. Католик, Б. Мисько; арх. В. Бліщук, Юліан Квасниця, 1996, мармурова крихта)                                                        | с. Сокільники                          | 1656       | Розпорядження № 236, 11.03.2001 |
| 12 | Пам'ятник Шевченку Т. Г., українському поету і художнику (1959, мармурова крихта, бетон) | с. Товщів, центр села                  | 1657       | Рішення № 183, 05.05.1972       |
| 13 | Пам'ятник Шевченку Т. Г., українському поету і художнику (1956, мармурова крихта, бетон) | с. Чижиків, сквер                      | 1658       | Рішення № 183, 05.05.1972       |
| 14 | Пам'ятник Шевченку Т. Г., українському поету і художнику (1989, бронза, лабрадорит) | с. Шоломия, центр села                 | 1659       | Рішення № 249, 21.05.1991       |
| 15 | Пам'ятник Шевченку Т. Г., українському поету і художнику (ск. І. Самотос, 1992, бронза, мармурова крихта) | смт Щирець, вул. Острівська            | 1660       | Розпорядження № 528, 19.07.1995 |
| 16 | Пам'ятник Шевченку Т. Г., українському поету і художнику (ск. С. Мельничук, 1992, бронза, мармурова крихта) | с. Ямпіль                              | 1661       | Розпорядження № 528, 19.07.1995 |
| 17 | Пам'ятник "Без вини покараним", встановлений на згадку про українців, депортованих з їх прадавніх земель Лемківщини, Надсяння, Холмщини, Підляшшя, Любачівщини та інших (ск. Микола Гурмак, 2015, бронза, мармурова крихта) | с. Сокільники                          | 28.07.2015 |                                 |

## Джерело
- Перелік пам'яток Львівської області [Архівовано 16 вересня 2012 у Wayback Machine.]
- Стежками пам’яті пророка